# Nicolò Falsaperna
Nicolò Falsaperna (Ancona, 14 dicembre 1958 – Imola, 17 luglio 2025) è stato un generale italiano, dal 9 ottobre 2018 al 8 ottobre 2021 Segretario generale della difesa e direttore nazionale degli armamenti.

## Storia
Nasce ad Ancona il 14 dicembre del 1958 e tra il 1977 e il 1979 frequenta il 159° corso dell'Accademia militare di Modena ed in seguito dal 1979 al 1981 il corso di applicazione presso la Scuola di applicazione.
Terminato il corso presta servizio come comandante di plotone e poi di compagnia presso il Reggimento genio ferrovieri, per poi nel 1985 venire promosso a capitano ed essere assegnato al 6° battaglione genio pionieri ove presta servizio quale comandante di compagnia e come capo sezione Operazioni, Addestramento e Informazioni. In seguito nel 1989 presta servizio quale analista del centro di calcolo dell'Esercito.
Nel 1992 dopo aver frequentato il corso di stato maggiore, presta servizio presso lo Stato maggiore dell'Esercito italiano in qualità di ufficiale addetto all'ufficio trasmissioni ed informatica, e venendo promosso nel 1993 a maggiore. Nel 1994 segue il 116° corso superiore di stato maggiore presso la Scuola di guerra dell'esercito prestando servizio come capo sezione presso l'ufficio generale del Capo di stato maggiore dell'Esercito Italiano e venendo promosso a tenente colonnello nel 1995.
Da settembre 1996 a settembre 1997 è comandante del 1° battaglione genio ferrovieri partecipando alla missione Stabilisation Force. In seguito ritornato presso lo stato maggiore dell'esercito ricopre l'incarico di capo sezione dell'ufficio del sottocapo di stato maggiore. Dal 2001 al 2002 promosso a colonnello comanda il 6º Reggimento genio pionieri e dal 2002 è capo dell'ufficio del sottocapo di stato maggiore.
Nel 2006 viene inviato a Parigi a seguire il 56° corso presso il Centre des hautes études militaires. Viene promosso nel 2007 a generale di brigata diventando comandante della Brigata meccanizzata "Aosta" e venendo impiegato nella missione Kosovo Force. Da ottobre 2008 a gennaio 2011 è vice capo del IV reparto logistico dello stato maggiore dell'Esercito.
Il 1° gennaio 2011 viene promosso generale di divisione diventando vice capo di gabinetto del Ministro della Difesa fino al 5 febbraio 2013, data nella quale assume l'incarico di direttore dei lavori e del demanio. Nel luglio 2015 viene promosso a generale di corpo d'armata ed assume l'incarico di vice segretario generale della Difesa.
Il 13 settembre del 2018 viene nominato dal Consiglio dei ministri, su proposta del ministro della Difesa Elisabetta Trenta, Segretario generale della difesa. Si è avvicendato nell'incarico il 9 ottobre dello stesso anno, lasciandolo l'8 ottobre 2021 per raggiungimento dei limiti di età, venendo sostituito da Luciano Antonio Portolano.